# Dark Matter (album de Pearl Jam)
Pour les articles homonymes, voir Dark matter.
Albums de Pearl Jam
Gigaton
(2020)
Singles
1. Dark Matter
Sortie : 13 février 2024
2. Running
Sortie : 22 mars 2024
3. Wreckage
Sortie : 17 avril 2024
4. Waiting for Stevie
Sortie : 10 septembre 2024

Dark Matter est le douzième album studio du groupe de rock alternatif américain, Pearl Jam. Il est sorti le 19 avril 2024 sur le label Monkeywrench Records / Republic Records et est produit par  Andrew Watt.

## Liste des titres
- Toutes les paroles sont écrites par Eddie Vedder, la musique est signée par le groupe et Andrew Watt sauf indication.

| No  | Titre              | Auteur                            | Durée |
| --- | ------------------ | --------------------------------- | ----- |
| 1.  | Scared of Fear     |                                   | 4:25  |
| 2.  | React, Respond     |                                   | 3:30  |
| 3.  | Wreckage           |                                   | 5:00  |
| 4.  | Dark Matter        |                                   | 3:31  |
| 5.  | Won't Tell         |                                   | 3:28  |
| 6.  | Upper Hand         |                                   | 5:57  |
| 7.  | Waiting for Stevie |                                   | 5:41  |
| 8.  | Running            |                                   | 2:19  |
| 9.  | Something Special  | Pearl Jam, Watt, Josh Klinghoffer | 4:06  |
| 10. | Got to Give        |                                   | 4:37  |
| 11. | Setting Sun        |                                   | 5:45  |

## Musiciens
Pearl Jam
- Eddie Vedder : chant, guitare, piano, chœurs
- Stone Gossard : guitare rythmique
- Jeff Ament : basse, guitare baryton, guitare, chœurs sur Running
- Mike McCready : guitare solo, piano
- Matt Cameron : batterie, percussions

Invités
- Andrew Watt : guitare, piano, claviers, chœurs sur Running et Got to Give
- Josh Klinghoffer : guitare, piano, claviers
- Mark Smith : chœurs sur Running

## Charts
Charts album
| Pays                                  | Durée du classement | Meilleur classement | Date          |
| ------------------------------------- | ------------------- | ------------------- | ------------- |
| Allemagne (GfK Entertainment)         | 5 semaines          | 2e                  | 26 avril 2024 |
| Australie (ARIA Charts)               | 3 semaines          | 2e                  | 5 mai 2024    |
| Autriche (Ö3 Austria Top 40)          | 4 semaines          | 2e                  | 30 avril 2024 |
| Belgique (V) (Ultratop)               | 9 semaines          | 2e                  | 27 avril 2024 |
| Belgique (W) (Ultratop)               | 7 semaines          | 3e                  | 27 avril 2024 |
| Canada (Canadian Albums Chart)        | 2 semaines          | 9e                  | 4 mai 2024    |
| Danemark (Tracklisten)                | 1 semaines          | 17e                 | 26 avril 2024 |
| Écosse (Scottish Album Chart)         | 8 semaines          | 2e                  | 26 avril 2025 |
| Espagne (Promusicae )                 | 6 semaines          | 3e                  | 28 avril 2025 |
| États-Unis (Billboard 200)            | 2 semaines          | 5e                  | 4 mai 2024    |
| Finlande (Suomen virallinen lista)    | 1 semaine           | 13e                 | 22 avril 2024 |
| France (SNEP)                         | 3 semaines          | 13e                 | 20 avril 2024 |
| Italie (FIMI)                         | 4 semaines          | 3e                  | 25 avril 2024 |
| Nouvelle-Zélande (RMNZ Albums Top40)  | 5 semaines          | 3e                  | 29 avril 2024 |
| Pays-Bas (MegaCharts)                 | 3 semaines          | 2e                  | 27 avril 2024 |
| Portugal (AFP)                        | 16 semaines         | 2e                  | 22 avril 2024 |
| Royaume-Uni (UK Albums Chart)         | 1 semaine           | 2e                  | 26 avril 2024 |
| Royaume-Uni (UK Rock and Metal Chart) | 14 semaines         | 1er                 | 26 avril 2024 |
| Suède (Sverigetopplistan)             | 1 semaine           | 21e                 | 26 avril 2024 |
| Suisse (Schweizer Hitparade)          | 5 semaines          | 2e                  | 28 avril 2024 |